# Panaspis burgeoni
Panaspis burgeoni är en ödleart som beskrevs av  Witte 1933. Panaspis burgeoni ingår i släktet Panaspis och familjen skinkar. Inga underarter finns listade i Catalogue of Life.